# Armadillidium traiana
Armadillidium traiana is een pissebed uit de familie Armadillidiidae. De wetenschappelijke naam van de soort is voor het eerst geldig gepubliceerd in 1932 door Demianowicz.